# Suc de Cèneuil
Le suc de Cèneuil (aussi orthographié et prononcé localement Ceneuil) est un suc volcanique éteint situé dans le Massif central, dans le département de la Haute-Loire, entre les villages de Saint-Vincent et de Vorey. Il est connu pour son histoire, sa biodiversité, son panorama et ses chemins de randonnées.

## Géographie

### Localisation
Le suc de Cèneuil fait partie du Massif central ; il est proche des monts du Livradois (au nord-ouest de celui-ci).
Il est bordé à l'est par la Loire ainsi que la D 103, reliant Vorey à Saint-Vincent (par Cheyrac), et à l'ouest par la D 28, reliant Chalignac à Brigols. Au nord, le suc est bordé par le ruisseau du Ramey.
Plusieurs hameaux sont implantés au pied du suc ou sur le suc, dont :
- Cèneuil ;
- La Couleyre ;
- Marquesse (aussi orthographié localement Marquès) ;
- Cheyrac ;
- La Ribeyre.

La majeure partie du suc de Cèneuil est occupée de pâturages et de champs. Les terres y sont argileuses. Le flanc nord (en direction du Barret) et le contour du sommet sont recouverts par une forêt.

### Hydrographie
Aucun cours d'eau majeur ne naît sur le suc ; cependant plusieurs petites sources sortent dans les villages tels que Cèneuil ou la Couleyre (et alimentent souvent des lavoirs ou de petits bassins).
Les flancs nord-ouest et nord sont délimités par le ruisseau du Ramey. Ce ruisseau fait aussi office de limite entre les communes de Vorey et de Saint-Vincent.

## Histoire

### Moyen Âge
Le sommet était, au Moyen Âge, fortifié par un château fort aujourd'hui disparu. Il n'en reste que quelques vestiges encore visibles. Il fut attaqué en 1354 par le seigneur de Laroue.

### Époque contemporaine
Le 14 mai 1866, la Compagnie des chemins de fer de Paris à Lyon et à la Méditerranée (PLM), ouvre le tronçon Pont de Lignon - Le Puy en Velay, passant par le bas du flanc est du suc.

## Activités

### Randonnée
C'est un grand lieu de randonnée de l'Emblavez, offrant un large panorama sur la plaine de Larcenac, la vallée de la Loire, le mont Courant ou bien le suc du Vert,. Un sentier de découverte, bordé de plaques indicatives sur la biodiversité et la géologie locale, monte jusqu'au sommet. Celui-ci est surplombé d'une table d'orientation et d'une croix illuminée la nuit commémorant des missions chrétiennes.

### Protection environnementale
Le suc de Cèneuil est intégré à une ZNIEFF et à un site Natura 2000 :
- ZNIEFF 830007470 - Haute vallée de la Loire[7] ;
- FR8312009 - Gorges de la Loire[8].